# ثنائية (هندسة ميكانيكية)
في الهندسة الميكانيكية، يرتبط استخدام العديد من المصطلحات معًا كأزواج، ويطلق عليها ثنائيات (بالإنجليزية: Duals). من الأمثلة على ثنائيات الهندسة الميكانيكية:
- قوة (بالإنجليزية: Force) — تشوّه (بالإنجليزية: Deformation)
- إجهاد (بالإنجليزية: Stress) — انفعال (بالإنجليزية: Strain)
- طريقة الصلابة المباشرة (بالإنجليزية: Stiffness Method) — طريقة المرونة المباشرة (بالإنجليزية: Flexibility Method)

## أمثلة

### علاقات أساسية
- الإجهاد والإنفاع (قانون هوك.)

{\displaystyle \sigma =E\varepsilon \iff \varepsilon ={\frac {1}{E}}\sigma \,}